# 陳品捷
陳品捷（1991年7月23日—），綽號PJ，前臺灣旅美棒球選手，球員時期守備位置是二壘手及外野手，現為富邦悍將二軍打擊兼跑壘教練。其為南英商工棒球隊出身，曾在2009年參與亞洲青棒錦標賽，曾效力於中華職棒富邦悍將與味全龍。
2009年以30萬美金的簽約金與美國職棒芝加哥小熊簽約，開始小聯盟出賽。2015年12月，在規則五選秀中，被辛辛那提紅人選走；隔年五月被交易到洛杉磯道奇，但降級至高階1A，7月5日被釋出。之後參與日本獨立聯盟德島藍短襪，與張泰山當隊友。
於2017年7月3日參與中華職棒季中選秀，由富邦悍將於第二輪第八順位選進，一星期後火速簽約，被認為可立刻補強球隊的下半季戰力，補上二壘手林威廷或外野手高國輝因傷缺賽留下的空缺。
2020年11月27日，於季後擴編選秀會被味全龍選中，轉至龍隊效力。
2021年3月14日，味全龍重返中職一軍賽事，陳品捷也擊出味全龍重返一軍後的首安、首轟。

## 經歷
- 高雄市前鎮區復興國小少棒隊
- 高雄市五福國中青少棒隊
- 台南市南英商工青棒隊
- 美國職棒芝加哥小熊（2009年6月25日－2015年11月6日），新人聯盟→2A
- 美國職棒辛辛那提紅人（2016年－2016年5月4日），2A
- 美國職棒洛杉磯道奇（2016年5月5日－2016年7月5日），高階1A
- 日本獨立聯盟四國島聯盟plus德島藍短襪（日语：徳島インディゴソックス）隊（2016年－2017年）
- 中華職棒富邦悍將（2017年7月－2020年）
- 中華職棒味全龍（2021年－2024年）
- 中華職棒富邦悍將二軍打擊兼跑壘教練（2025年－）

### 國手紀錄
- 2次IBA世界青棒、1次小馬聯盟野馬級世界少棒錦標賽

## 職棒生涯成績

### 美國職棒
- 平均打擊率/上壘率/長打率為0.267/0.351/0.358，共擊出579支安打，其中12支為全壘打

### 中華職棒
| 年度 | 球隊     | 出賽 | 打數 | 安打 | 全壘打 | 打點 | 盜壘 | 四死 | 三振 | 壘打數 | 雙殺打 | 打擊率 | 上壘率 | 長打率 | OPS   |
| ---- | -------- | ---- | ---- | ---- | ------ | ---- | ---- | ---- | ---- | ------ | ------ | ------ | ------ | ------ | ----- |
| 2017 | 富邦悍將 | 58   | 232  | 76   | 7      | 33   | 3    | 30   | 28   | 118    | 2      | 0.328  | 0.403  | 0.509  | 0.912 |
| 2018 | 富邦悍將 | 112  | 415  | 122  | 6      | 46   | 10   | 52   | 77   | 171    | 6      | 0.294  | 0.368  | 0.412  | 0.780 |
| 2019 | 富邦悍將 | 67   | 186  | 48   | 5      | 20   | 4    | 33   | 45   | 74     | 3      | 0.258  | 0.361  | 0.398  | 0.759 |
| 2020 | 富邦悍將 | 22   | 39   | 7    | 2      | 6    | 0    | 2    | 10   | 14     | 2      | 0.179  | 0.214  | 0.359  | 0.573 |
| 2021 | 味全龍   | 82   | 279  | 75   | 2      | 21   | 1    | 26   | 36   | 97     | 4      | 0.269  | 0.329  | 0.348  | 0.677 |
| 2022 | 味全龍   | 35   | 121  | 37   | 1      | 16   | 3    | 23   | 13   | 47     | 3      | 0.306  | 0.411  | 0.388  | 0.799 |
| 2023 | 味全龍   | 62   | 204  | 36   | 1      | 18   | 3    | 18   | 31   | 48     | 1      | 0.176  | 0.240  | 0.235  | 0.475 |
| 2024 | 味全龍   | 50   | 125  | 26   | 0      | 11   | 0    | 18   | 25   | 30     | 2      | 0.208  | 0.306  | 0.240  | 0.546 |
| 合計 | 8年      | 488  | 1601 | 427  | 24     | 171  | 24   | 202  | 265  | 599    | 23     | 0.267  | 0.345  | 0.374  | 0.719 |

## 特殊事蹟
- 2017年7月27日於桃園國際棒球場面對Lamigo桃猿隊後援投手王躍霖，擊出返台後首發全壘打，帶有三分打點。

## 相關網站
- 陳品捷在台灣棒球維基館上的頁面（繁體中文）
- 陳品捷在中華職棒官網
- 陳品捷在Baseball-Reference.com（小聯盟以及海外聯盟）（英语）
- 陳品捷在The Baseball Cube（英语）
- 陳品捷的Facebook專頁